# Isabella Soric
Isabella Soric (* 1. Dezember 1988 in Fürth) ist eine deutsche Schauspielerin, Moderatorin und Sängerin. Sie wurde durch die Fernsehserien Disneys Kurze Pause (2006–2008) sowie Ein Haus voller Töchter (2010) bekannt.

## Leben und Karriere
Im Alter von 18 bis 22 Jahren spielte Isabella Soric in den deutschen Fernsehserien Disneys Kurze Pause und Ein Haus voller Töchter mit. Daneben wirkte sie 2007 und 2008 bei den Disney Channel Games in den Vereinigten Staaten sowie bei weiteren Serien und Filmen in Nebenrollen mit. Sie war außerdem eine Moderatorin beim Disney Channel und moderierte unter anderem Be a Star – Der Hannah Montana Gesangswettbewerb. Zusammen mit Florian Ambrosius sang sie 2008 die deutsche Version des Camp-Rock-Songs This Is Me, So bin ich.

## Filmografie
- 2006–2008: Disneys Kurze Pause (74 Folgen)
- 2007: Life Bites
- 2007–2008: Disney Channel Games
- 2010: Ein Haus voller Töchter

## Diskografie
Singles
- So bin ich (feat. Florian Ambrosius)